# Enamorada de ti (canción de Selena Quintanilla)
«Enamorada de ti» es una canción interpretada por la cantante estadounidense Selena para su segundo álbum de estudio Ven conmigo. Fue compuesta por el hermano de la cantante, A.B. Quintanilla III, y el corista del grupo Selena y Los Dinos, Pete Astudillo. Abraham Quintanilla Jr., padre de Selena, produjo el tema. La canción es acerca de una mujer que tiene fuertes sentimientos hacia un hombre. Ella exclama que, sin él, no tendría nada.
A pesar de no haber sido lanzada como sencillo, logró entrar en diferentes listas de México y Estados Unidos. Asimismo, recibió una respuesta positiva por parte de la crítica; varios de ellos escribieron acerca de cómo «Enamorada de ti» fue la primera pista de estilo libre en ser mezclada con Tejano. La canción ayudó a que el género de música tejana se hiciera más popular entre los jóvenes adultos. Varios fanáticos LGTB de Selena versionaron el tema para diferentes drag shows en Estados Unidos. Selena presentó «Enamorada de ti» en su gira Ven conmigo (1990-92) y en diferentes entregas de premios, en donde realizaba una coreografía similar a la del Moonwalk popularizado por Michael Jackson.

## Producción y desarrollo
«Enamorada de ti» fue grabada en JAG Records en San Antonio, Texas. El estudio fue reservado dos días por la compañía discográfica EMI Latin para que Selena grabara distintas canciones. A.B. Quintanilla III, hermano de la cantante, escribió el tema con el corista del grupo Selena y Los Dinos, Pete Astudillo, y fue producido por Abraham Quintanilla Jr., padre de Selena. Brian «Red» Moore, amigo de la familia, mezcló la pista junto con otras canciones del álbum Ven conmigo. Quintanilla III fue quien le dio el nombre al tema. De esta manera, «Enamorada de ti» se convirtió en la segunda canción de Selena en tener este título. La primera canción del mismo nombre aparece en el álbum Muñequito de trapo (1986), que tenía un significado diferente. Una versión en inglés, titulada «Is It the Beat?», fue incluida en la banda sonora de la película de 1997 Selena. Asimismo, fue incluida en los álbumes recopilatorios de la cantante Anthology (1998), All My Hits/Todos Mis Éxitos Vol. 2, en donde se utilizó una remezcla oficial, y en la edición de lujo de La leyenda. Un dueto con Juan Magán se incluyó en el álbum Enamorada de ti (2012).
La canción es acerca de una mujer que está enamorada de un hombre y no puede controlar sus sentimientos por él. Ella está enamorada de un hombre que ya no está a su lado; ella le dice que ella no puede vivir sin él y que su amor ayuda a revivir la depresión que tiene. Está compuesta en la tonalidad de do mayor con tempo moderado de 112 pulsaciones por minuto. La canción utiliza el teclado electrónico y la guitarra eléctrica como principales instrumentos musicales.
«Enamorada de ti» se convirtió en la primera canción tejana en tener estilo libre. Selena había querido cantar canciones que podrían atraer a un público más joven. Quintanilla III había introducido un nuevo «tipo» de sonido en la música tejana. Esto ayudó a atraer a los jóvenes a ese género, ya que no se sentían atraídos a este tipo de música. Quintanilla III se acreditó y fue galardonado por ello en los Tejano Music Awards; él recibió el premio al compositor del año en la edición de los premios de 1991 por «Baila esta cumbia», «No quiero saber», «Ya ves» y «Enamorada de ti».

## Recepción
Carla Manuela Dejesus, editora de Furia Musical, declaró que «Enamorada de ti» fue una de las «mejores canciones freestyle-tejano» en la historia tejana. Sebastián Rodríguez de TVyNovelas escribió que el tema fue una de las mejores canciones compuestas para Ven conmigo. También declaró que «Enamorada de ti» mostró a la gente que la música tejana se dirigía hacia ellos. Mario Tarradell de The Dallas Morning News dijo que la canción es una «croker dance-pop» pegadiza. A pesar de no haber sido lanzada como sencillo oficial de Ven conmigo, «Enamorada de ti» logró el número treinta y dos en la lista de sencillos de México en 1991. Permaneció en el conteo por diez semanas. En 2012, con el lanzamiento del álbum recopilatorio Enamorada de ti, la canción consiguió la decimoséptima posición en el Regional Mexican Digital Songs de Billboard el 21 de abril.

## Promoción
Selena presentó la canción por primera vez en la entrega de 1991 de los Tejano Music Awards. Ella realizó diferentes bailes durante la presentación. Ella copió algunos movimientos inspirados en el Moonwalk, popularizado por el artista Michael Jackson, y otros del vídeo musical de «Rhythm Nation» de la cantante Janet Jackson. Javier López, editor de TVyNovelas, declaró que la actuación de Selena fue uno de los mejores movimientos de baile realizados esa noche. Esa noche, Selena ganó los galardones a mejor intérprete femenina y mejor vocalista femenina durante la gala de premios. Selena se embarcó en una gira titulada Ven conmigo Tour (1990-92) en donde «Enamorada de ti» formaba parte del repertorio. Ella también la interpretó en el show de televisión Bailando en octubre de 1992 junto con otros temas como «Contigo quiero estar» y «Como la flor». Asimismo, fue presentada en ceremonia de los Premios Lo Nuestro de 1992 que se llevaron a cabo en Miami, Florida. La última presentación de la canción fue durante un concierto en noviembre de 1993 en Los Ángeles, California como tema de apertura. La canción ha sido versionada por varios fanáticos LGTB de Selena para diferentes drag shows en Estados Unidos.

## Listas semanales
| País (Lista)                                    | Mejor posición |
| ----------------------------------------------- | -------------- |
| Estados Unidos (Regional Mexican Digital Songs) | 17             |
| México (AMPROFON)                               | 32             |